# Liste der Kulturdenkmale in Bad Sulza
In der Liste der Kulturdenkmale in Bad Sulza sind alle Kulturdenkmale der thüringischen Stadt Bad Sulza (Landkreis Weimarer Land) und ihrer Ortsteile aufgelistet (Stand: 26. April 2012).

## Bad Sulza
Denkmalensembles
| Bild            | Bezeichnung                                                                     | Lage                          | Datierung | Beschreibung | ID |
| --------------- | ------------------------------------------------------------------------------- | ----------------------------- | --------- | --- | -- |
| Fotos hochladen | Marktplatz einschließlich umgebende Bebauung der Oberen und Unteren Marktstraße | (Karte)                       |           | Marktplatz einschließlich umgebende Bebauung der Oberen und Unteren Marktstraße mit folgenden Einzeldenkmalen: - Rathaus, Brunnen auf dem Markt, Obere Marktstraße 6, 12, 22 |    |
| Fotos hochladen | Kurpark mit Kurgebäuden (mit Einzeldenkmal Kurklinik Sophie)                    | Koordinaten fehlen! Hilf mit. |           | |    |
| Fotos hochladen | Saline Bad Sulza                                                                | Koordinaten fehlen! Hilf mit. |           | Saline Bad Sulza mit folgenden Bestandteilen: - Kunstgraben von der Abzweigung bis zum Einlauf - Karl-Alexander-Sophie-Schachtgebäude und Radstube - Solerohrrestleitungen - Schachtstollen, Radstube, Wendedocke, Gestängereste, Stollenmund und Stollen (Kunstgrabenschacht) - Herlitzbergschacht mit Stollen und Gestängeresten, Schachtröhre - Reste des Leopoldschachtes (Schachtplombe), Reste der Radstube, ehemaliges Wohnhaus des Salzverwalters - Gradierwerk „Louise“ und Zerstäuberhalle - Reste des Triebwerkes - östliches Solereservoirgebäude und Reste des westlichen Reservoirgebäudes - Zimmerhütte - Schmiedegebäude mit hinterem Anbau (ohne Turbinengebäude) - Siedehäuser I, II, II, IV - Darre IV - Siedepfanne IV - Salinenhof mit Hofpflaster, Schmalspurbahn sowie Normalspurtrasse I – III - Salineschenke (Museum) - Pferdestall mit Kutscherwohnung - Salineschenke an der Bahntrasse, Sozietätshaus |    |

Einzeldenkmal
| Bild                                    | Bezeichnung                                     | Lage                                             | Datierung | Beschreibung | ID |
| --------------------------------------- | ----------------------------------------------- | ------------------------------------------------ | --------- | ------------ | -- |
| weitere Bilder Fotos hochladen          | Stadtkirche St. Mauritius                       | Kirchplatz (Karte)                               |           |              |    |
| BW                                      | Wohnhaus                                        | Am Lachenweg 1 (Karte)                           |           |              |    |
| weitere Bilder Fotos hochladen          | Sonnenburg (außerhalb der Stadt)                | Auf dem Sonnenhügel (Karte)                      |           |              |    |
| BW                                      | Sowjetischer Ehrenfriedhof                      | Carl-Spaeter-Straße (Karte)                      |           |              |    |
| Direkt Bild zu diesem Denkmal hochladen | Weinberghaus                                    | Eckartsbergaer Straße 26                         |           |              |    |
| Fotos hochladen                         | Wohnhaus                                        | Kirchstraße 12 (Karte)                           |           |              |    |
| Direkt Bild zu diesem Denkmal hochladen | Hochwassertafel                                 | Kirchstraße 16                                   |           |              |    |
| weitere Bilder Fotos hochladen          | Rathaus                                         | Markt 1 (Karte)                                  |           |              |    |
| Fotos hochladen                         | Brunnen                                         | Markt (Karte)                                    |           |              |    |
| Direkt Bild zu diesem Denkmal hochladen | Mühlengebäude, ehemalige „Kunstmühle Bad Sulza“ | Mühlstraße 21                                    |           |              |    |
| BW                                      | Wohn- und Geschäftshaus                         | Obere Marktstraße 6 (Karte)                      |           |              |    |
| Fotos hochladen                         | Wohnhaus – Heylandhaus                          | Obere Marktstraße 12 (Karte)                     |           |              |    |
| BW                                      | Wohnhaus                                        | Obere Marktstraße 22 (Karte)                     |           |              |    |
| BW                                      | Wohnhaus                                        | Waidstraße 1 (Karte)                             |           |              |    |
| BW                                      | Wohnhaus                                        | Wunderwaldstraße 7 (Karte)                       |           |              |    |
| BW                                      | Wohnhaus                                        | Wunderwaldstraße 17 (Karte)                      |           |              |    |
| BW                                      | Wohnhaus                                        | Wunderwaldstraße 23 (Karte)                      |           |              |    |
| Direkt Bild zu diesem Denkmal hochladen | Waidmühlstein                                   | Naumburger Straße 4, im Garten des Salinemuseums |           |              |    |

Bodendenkmal
| Bild                                    | Bezeichnung            | Lage                                                                                            | Datierung | Beschreibung | ID |
| --------------------------------------- | ---------------------- | ----------------------------------------------------------------------------------------------- | --------- | ------------ | -- |
| Direkt Bild zu diesem Denkmal hochladen | Steinkreuz, Sühnekreuz | Im nordöstlichen Stadtgebiet von Bad Sulza, östlich des Bahnhofes, im Garten des Saline-Museums |           |              |    |

## Auerstedt
Einzeldenkmal
| Bild                                    | Bezeichnung                                                                             | Lage                                    | Datierung | Beschreibung | ID |
| --------------------------------------- | --------------------------------------------------------------------------------------- | --------------------------------------- | --------- | ------------ | -- |
| weitere Bilder Fotos hochladen          | Kirche                                                                                  | (Karte)                                 |           |              |    |
| Direkt Bild zu diesem Denkmal hochladen | Gehöft (ehemalige Schäferei mit Wohnhaus, Schafstall, Hofmauer einschl. Tor und Pforte) | Bahnhofstraße 114                       |           |              |    |
| weitere Bilder Fotos hochladen          | Gut mit Gutshaus und Wirtschaftsgebäuden                                                | Dorfplatz 1, Schlosshof 3 und 4 (Karte) |           |              |    |
| BW                                      | Gasthaus und Schafstall                                                                 | Dorfplatz 3 (Karte)                     |           |              |    |
| Direkt Bild zu diesem Denkmal hochladen | Pfarrhaus                                                                               | Obergasse                               |           |              |    |

## Bergsulza
Einzeldenkmal
| Bild                                    | Bezeichnung                               | Lage                           | Datierung | Beschreibung | ID |
| --------------------------------------- | ----------------------------------------- | ------------------------------ | --------- | ------------ | -- |
| weitere Bilder Fotos hochladen          | Kirche                                    | (Karte)                        |           |              |    |
| Direkt Bild zu diesem Denkmal hochladen | Gehöft                                    | August-Bebel-Straße 12         |           |              |    |
| Fotos hochladen                         | Pfarrhaus                                 | August-Bebel-Straße 21 (Karte) |           |              |    |
| Fotos hochladen                         | Herrenhaus ehemaliges Gut, Jugendherberge | August-Bebel-Straße 63 (Karte) |           |              |    |
| Direkt Bild zu diesem Denkmal hochladen | Gehöft                                    | Nr. 16                         |           |              |    |
| BW                                      | Gehöft                                    | Steinweg 5 (Karte)             |           |              |    |

## Dorfsulza
Einzeldenkmal
| Bild                           | Bezeichnung                                                                       | Lage                           | Datierung | Beschreibung | ID |
| ------------------------------ | --------------------------------------------------------------------------------- | ------------------------------ | --------- | ------------ | -- |
| weitere Bilder Fotos hochladen | Katholische Kirche                                                                | (Karte)                        |           |              |    |
| Fotos hochladen                | ehemalige Mühle, turmartiges Gebäude der ehemalige Malzfabrik, Villa „Haus Flora“ | Bergstraße 2 (Karte)           |           |              |    |
| BW                             | Spätaussiedlerheim (ehemaliges Konzentrationslager)                               | Louis-Braille-Straße 4 (Karte) |           |              |    |
| BW                             | Gedenkstein am ehemaliges Konzentrationslager                                     | Louis-Braille-Straße 4 (Karte) |           |              |    |

## Eckolstädt
Denkmalensemble
| Bild                                    | Bezeichnung           | Lage                          | Datierung | Beschreibung | ID |
| --------------------------------------- | --------------------- | ----------------------------- | --------- | ------------ | -- |
| Direkt Bild zu diesem Denkmal hochladen | Ortslage Flur 1 und 2 | Koordinaten fehlen! Hilf mit. |           |              |    |

Einzeldenkmale
| Bild                                    | Bezeichnung                          | Lage                       | Datierung | Beschreibung | ID |
| --------------------------------------- | ------------------------------------ | -------------------------- | --------- | ------------ | -- |
| weitere Bilder Fotos hochladen          | Kirche                               | (Karte)                    |           |              |    |
| Fotos hochladen                         | Pfarrhaus und Grundstückseinfriedung | Im Unteren Dorf 51 (Karte) |           |              |    |
| BW                                      | Wohnhaus und Tor                     | Im Unteren Dorf 70 (Karte) |           |              |    |
| Direkt Bild zu diesem Denkmal hochladen | Gehöft                               | Hauptstraße 93             |           |              |    |

Bodendenkmal
| Bild                                    | Bezeichnung | Lage | Datierung | Beschreibung | ID |
| --------------------------------------- | ----------- | --- | --------- | ------------ | -- |
| Direkt Bild zu diesem Denkmal hochladen | Steinkreuz  | Etwa 1000 m östlich des Ortes, 6 m südlich des Feldweges von Eckolstädt nach Döbritschen, (bei Jena) am Hang |           |              |    |

## Flurstedt
Einzeldenkmal
| Bild                                    | Bezeichnung                               | Lage                 | Datierung | Beschreibung | ID |
| --------------------------------------- | ----------------------------------------- | -------------------- | --------- | ------------ | -- |
| weitere Bilder Fotos hochladen          | Kirche                                    | (Karte)              |           |              |    |
| Direkt Bild zu diesem Denkmal hochladen | Gutshaus mit Hofmauer, Tor und Portal     | Dorfstraße 14        |           |              |    |
| Direkt Bild zu diesem Denkmal hochladen | Wohnhaus (ehemaliges Pfarrhaus) und Stall | Dorfstraße 20        |           |              |    |
| Direkt Bild zu diesem Denkmal hochladen | Gehöft                                    | Dorfstraße 27        |           |              |    |
| Direkt Bild zu diesem Denkmal hochladen | Ilmbrücke                                 | Wickerstedter Straße |           |              |    |

Bodendenkmal
| Bild                                    | Bezeichnung                             | Lage | Datierung | Beschreibung | ID |
| --------------------------------------- | --------------------------------------- | --- | --------- | ------------ | -- |
| Direkt Bild zu diesem Denkmal hochladen | Wall, Steindenkmal Wall und Innenfläche | Nach Westen aus der Hochfläche in die Dorflage vorspringender Bergsporn dicht südsüdöstlich der Kirche und nordnordwestlich des neuen Friedhofes. Straße nach Bad Sulza |           |              |    |

## Gebstedt
Einzeldenkmal
| Bild                                    | Bezeichnung                   | Lage          | Datierung | Beschreibung | ID |
| --------------------------------------- | ----------------------------- | ------------- | --------- | ------------ | -- |
| weitere Bilder Fotos hochladen          | Kirche                        | (Karte)       |           |              |    |
| Direkt Bild zu diesem Denkmal hochladen | Backhaus                      | Bergstraße 66 |           |              |    |
| Direkt Bild zu diesem Denkmal hochladen | Brücke (kleine Gewölbebrücke) | Gartenstraße  |           |              |    |
| Direkt Bild zu diesem Denkmal hochladen | Waidmühlstein                 | Hauptstraße   |           |              |    |

## Großromstedt
Einzeldenkmale
| Bild                                    | Bezeichnung         | Lage          | Datierung | Beschreibung | ID |
| --------------------------------------- | ------------------- | ------------- | --------- | ------------ | -- |
| weitere Bilder Fotos hochladen          | Kirche              | (Karte)       |           |              |    |
| Direkt Bild zu diesem Denkmal hochladen | Portal und Torbogen | Dorfstraße 12 |           |              |    |

Bodendenkmale
| Bild                                    | Bezeichnung                     | Lage | Datierung | Beschreibung | ID |
| --------------------------------------- | ------------------------------- | --- | --------- | ------------ | -- |
| Direkt Bild zu diesem Denkmal hochladen | Steinmal (Kalkstein ohne Kreuz) | An der Schule, bei der dicken Linde, Dorfstraße 44                                                      |           |              |    |
| Direkt Bild zu diesem Denkmal hochladen | Gräberfeld                      | ca. 1 km südsüdöstlich des Ortes                                                                        |           |              |    |
| Direkt Bild zu diesem Denkmal hochladen | Steinkreuz                      | im südlichen Teil des Ortes, 6 m südwestlich der Dorfstraße, im Garten des Hofgrundstückes Dorfstraße 4 |           |              |    |

## Hermstedt
Einzeldenkmale
| Bild                           | Bezeichnung | Lage    | Datierung | Beschreibung | ID |
| ------------------------------ | ----------- | ------- | --------- | ------------ | -- |
| weitere Bilder Fotos hochladen | Kirche      | (Karte) |           |              |    |

## Kleinromstedt
Einzeldenkmale
| Bild                                    | Bezeichnung  | Lage                   | Datierung | Beschreibung                                                                                        | ID |
| --------------------------------------- | ------------ | ---------------------- | --------- | --------------------------------------------------------------------------------------------------- | -- |
| weitere Bilder Fotos hochladen          | Kirche       | (Karte)                |           | |    |
| Direkt Bild zu diesem Denkmal hochladen | Gemeindehaus | Am Dorfteich 3         |           | |    |
| Fotos hochladen                         | Wegweiser    | Am Dorfteich bei Nr. 3 |           | Am angegebenen Standort stehen zwei Grenzsteine, laut Anwohnern gibt es dort keinen Wegweiserstein. |    |
| Direkt Bild zu diesem Denkmal hochladen | Gehöft       | Am Dorfteich 13, 14    |           | |    |
| Direkt Bild zu diesem Denkmal hochladen | Gehöft       | Jenaer Straße 9        |           | |    |

## Ködderitzsch
Einzeldenkmale
| Bild                                    | Bezeichnung   | Lage     | Datierung | Beschreibung | ID |
| --------------------------------------- | ------------- | -------- | --------- | ------------ | -- |
| weitere Bilder Fotos hochladen          | Kirche        | (Karte)  |           |              |    |
| Direkt Bild zu diesem Denkmal hochladen | Waidmühlstein | Ortslage |           |              |    |

## Kösnitz
Einzeldenkmale
| Bild                                    | Bezeichnung                  | Lage        | Datierung | Beschreibung | ID |
| --------------------------------------- | ---------------------------- | ----------- | --------- | ------------ | -- |
| weitere Bilder Fotos hochladen          | Kirche                       | (Karte)     |           |              |    |
| Direkt Bild zu diesem Denkmal hochladen | Gehöft                       | Haus Nr. 20 |           |              |    |
| Direkt Bild zu diesem Denkmal hochladen | ehemaliges Gemeindearmenhaus | Im Dorfe 36 |           |              |    |

Bodendenkmale
| Bild                                    | Bezeichnung                                                                  | Lage | Datierung | Beschreibung | ID |
| --------------------------------------- | ---------------------------------------------------------------------------- | --- | --------- | ------------ | -- |
| Direkt Bild zu diesem Denkmal hochladen | Grundstück Nr. 36, im ehemaligen Giftraum der LPG sichergestellt; Steinkreuz | Im Ort |           |              |    |
| Direkt Bild zu diesem Denkmal hochladen | Steinkreuz, Schwedenkreuz                                                    | Etwa 1000 m südwestlich des Ortes, 150 m östlich des Fahrweges von Kösnitz nach Stiebritz und 80 m südlich des Flurgehölzes, |           |              |    |

## Münchengosserstädt
Einzeldenkmale
| Bild                           | Bezeichnung                      | Lage          | Datierung | Beschreibung | ID |
| ------------------------------ | -------------------------------- | ------------- | --------- | ------------ | -- |
| weitere Bilder Fotos hochladen | Kirche                           | (Karte)       |           |              |    |
| Fotos hochladen                | Pfarrhaus (Geburtshaus Försters) | Dorfstraße 61 |           |              |    |
| Fotos hochladen                | ehemalige Gutsanlage             | Dorfplatz 59  |           |              |    |

## Neustedt
Einzeldenkmal
| Bild                           | Bezeichnung | Lage    | Datierung | Beschreibung | ID |
| ------------------------------ | ----------- | ------- | --------- | ------------ | -- |
| weitere Bilder Fotos hochladen | Kirche      | (Karte) |           |              |    |

## Pfuhlsborn
Einzeldenkmale
| Bild                           | Bezeichnung | Lage    | Datierung | Beschreibung | ID |
| ------------------------------ | ----------- | ------- | --------- | ------------ | -- |
| weitere Bilder Fotos hochladen | Kirche      | (Karte) |           |              |    |

## Rannstedt
Einzeldenkmale
| Bild                           | Bezeichnung | Lage    | Datierung | Beschreibung | ID |
| ------------------------------ | ----------- | ------- | --------- | ------------ | -- |
| weitere Bilder Fotos hochladen | Kirche      | (Karte) |           |              |    |

## Reisdorf
Einzeldenkmal
| Bild                                    | Bezeichnung       | Lage                          | Datierung | Beschreibung | ID |
| --------------------------------------- | ----------------- | ----------------------------- | --------- | ------------ | -- |
| weitere Bilder Fotos hochladen          | Kirche            | (Karte)                       |           |              |    |
| Direkt Bild zu diesem Denkmal hochladen | Ziegeleistraße 39 | Koordinaten fehlen! Hilf mit. |           | Ziegelei     |    |

## Sonnendorf
Einzeldenkmal
| Bild                                    | Bezeichnung                                    | Lage          | Datierung | Beschreibung | ID |
| --------------------------------------- | ---------------------------------------------- | ------------- | --------- | ------------ | -- |
| Direkt Bild zu diesem Denkmal hochladen | Hofanlage mit Wohnhaus, Stallungen und Scheune | Dorfstraße 2  |           |              |    |
| Direkt Bild zu diesem Denkmal hochladen | Hofanlage mit Wohnhaus, Stallungen und Scheune | Dorfstraße 10 |           |              |    |

Bodendenkmal
| Bild                                    | Bezeichnung                      | Lage                                                 | Datierung | Beschreibung | ID |
| --------------------------------------- | -------------------------------- | ---------------------------------------------------- | --------- | ------------ | -- |
| Direkt Bild zu diesem Denkmal hochladen | Wallanlage, Sonnenkuppe Wallburg | Steil abfallender Bergvorsprung, Richtung Sonnendorf |           |              |    |

## Stobra
Denkmalensemble
| Bild                                    | Bezeichnung                | Lage                          | Datierung | Beschreibung | ID |
| --------------------------------------- | -------------------------- | ----------------------------- | --------- | ------------ | -- |
| Direkt Bild zu diesem Denkmal hochladen | Ortslage als Rundlingsdorf | Koordinaten fehlen! Hilf mit. |           |              |    |

Einzeldenkmale
| Bild                                    | Bezeichnung                    | Lage                           | Datierung | Beschreibung | ID |
| --------------------------------------- | ------------------------------ | ------------------------------ | --------- | ------------ | -- |
| weitere Bilder Fotos hochladen          | Kirche                         | (Karte)                        |           |              |    |
| Direkt Bild zu diesem Denkmal hochladen | Portal                         | Dorfstraße 24                  |           |              |    |
| Direkt Bild zu diesem Denkmal hochladen | Wappenstein                    | Dorfstraße 46                  |           |              |    |
| Direkt Bild zu diesem Denkmal hochladen | Transformatorenhaus            | Dorfstraße                     |           |              |    |
| Direkt Bild zu diesem Denkmal hochladen | Waidmühlstein                  | Ortseingang aus Apolda kommend |           |              |    |
| weitere Bilder Fotos hochladen          | Wegweiserstein                 | Dorfstraße, am Friedhof        |           |              |    |
| Direkt Bild zu diesem Denkmal hochladen | südl. Ortsrand; Wegweiserstein | Dorfstraße                     |           |              |    |

## Wickerstedt
Einzeldenkmal
| Bild                                    | Bezeichnung                           | Lage                              | Datierung | Beschreibung | ID |
| --------------------------------------- | ------------------------------------- | --------------------------------- | --------- | ------------ | -- |
| weitere Bilder Fotos hochladen          | Kirche                                | (Karte)                           |           |              |    |
| Fotos hochladen                         | Gefallenendenkmal                     | Hauptstraße                       |           |              |    |
| Fotos hochladen                         | Gehöft (Pfarrei)                      | Hauptstraße 12                    |           |              |    |
| Direkt Bild zu diesem Denkmal hochladen | Wohnhaus und Tor                      | Hauptstraße 23                    |           |              |    |
| Direkt Bild zu diesem Denkmal hochladen | Wohnhaus                              | Hauptstraße 33 (keine Ausweisung) |           |              |    |
| Direkt Bild zu diesem Denkmal hochladen | ehemalige Brauerei mit Gewölbekellern | Hauptstraße 38/40                 |           |              |    |
| Direkt Bild zu diesem Denkmal hochladen | Stallgebäude                          | Hauptstraße 47a                   |           |              |    |
| Direkt Bild zu diesem Denkmal hochladen | Haustür und Rahmung                   | Hauptstraße 57                    |           |              |    |
| Direkt Bild zu diesem Denkmal hochladen | Wohnhaus                              | Hauptstraße 63                    |           |              |    |
| Direkt Bild zu diesem Denkmal hochladen | Hofanlage                             | Mittelstraße 24                   |           |              |    |
| Fotos hochladen                         | Ilmbrücke                             | Ortsausgang nach Flurstedt        |           |              |    |

## Wormstedt
Einzeldenkmale
| Bild                           | Bezeichnung                              | Lage          | Datierung | Beschreibung | ID |
| ------------------------------ | ---------------------------------------- | ------------- | --------- | ------------ | -- |
| weitere Bilder Fotos hochladen | Kirche                                   | (Karte)       |           |              |    |
| Fotos hochladen                | Wohnhaus und Tor (Wohnhaus Abbruch 2007) | Dorfstraße 49 |           |              |    |
| Fotos hochladen                | Waidmühlstein                            | Ortslage      |           |              |    |

## Quelle
- Denkmalliste Landkreis Weimarer Land. (PDF; 929 kB) weimarerland.de